# Johnny le mouchard
Pour plus de détails, voir Fiche technique et Distribution.
Johnny le mouchard (Johnny Stool Pigeon) aussi connu sous Cocaïne est un film américain réalisé par William Castle, sorti en 1949.

## Synopsis
Un agent de police des stupéfiants convainc un condamné, qu'il a envoyé à Alcatraz, de travailler avec lui pour l'aider à démasquer un important réseau de contrebande d'héroïne. Ce couple improbable se rend de San Francisco à Vancouver et enfin dans un ranch à Tucson, géré par des chefs de la mafia. Ils finissent par obtenir de l'aide de la part de la petite amie du chef de gang, qui tombe amoureuse de l'agent des stupéfiants.

## Fiche technique
- Titre original : Johnny Stool Pigeon
- Titre français : Johnny le mouchard
- Titre belge : Cocaïne
- Réalisation : William Castle
- Scénario : Robert L. Richards d'après une histoire d'Henry Jordan
- Photographie : Maury Gertsman
- Montage : Ted J. Kent
- Musique : Miklós Rózsa, Hans J. Salter, Frank Skinner et Leith Stevens (non crédités)
- Direction musicale : Milton Schwarzwald
- Direction artistique : Bernard Herzbrun et Emrich Nicholson
- Décors : John P. Austin et Russell A. Gausman
- Costumes : Orry-Kelly
- Producteur : Aaron Rosenberg
- Société de production  : Universal International Pictures
- Sociétés de distribution : Universal Pictures, General Film Distributors (GFD) (Royaume-Uni)
- Pays de production :  États-Unis
- Langue : Anglais
- Format : Noir et blanc — 35 mm — 1,37:1 — Son : Mono (Western Electric Recording)
- Genre : Film dramatique, Film policier, Thriller, film noir
- Durée : 76 minutes (1 h 16)
- Dates de sortie : 
  - États-Unis : 22 septembre 1949 (New York)
  - Mexique : 7 décembre 1949

## Distribution
- Howard Duff : George Morton alias Mike Doyle
- Shelley Winters : Terry Stewart
- Dan Duryea : Johnny Evans
- Tony Curtis : Joey Hyatt
- John McIntire : Nick Avery
- Gar Moore : Sam Harrison
- Leif Erickson : Pringle
- Barry Kelley : William McCandles
- Hugh Reilly : Charlie
- Wally Maher : T. H. Benson
- Pilar Del Rey (non créditée) : une jeune mexicaine